# Lista över platser på Antarktis uppkallade efter norska kungligheter
Ett antal platser på Antarktis har uppkallats efter norska kungligheter och deras familjemedlemmar. Detta är antingen på grund av ett namn de fått av Roald Amundsen då han nådde sydpolen som första person någonsin 1911, eller på grund av norska utforskningsbedrifter eller -anspråk i området.
- Haakon VII's Vidde var det namn som hela den Antarktiska platån runt sydpolen gavs för att hedra Håkon VII av Norge.
- Drottning Mauds land är uppkallat efter Maud av Norge. Fem sektorer av Drottning Mauds land har sedan uppkallats efter andra medlemmar av kungahuset:
  - Prins Olav Kyst
  - Kronprinsesse Märtha Kyst
  - Prinsesse Astrid Kyst
  - Prinsesse Ragnhild Kyst
  - Prins Harald Kyst
- Dronning Maud Fjellene
- Prins Olav Fjellene